# Leucophaeus scoresbii
Il gabbiano di Magellano (Leucophaeus scoresbii, Traill 1823) è un uccello della famiglia dei Laridi.

## Sistematica
Leucophaeus scoresbii non ha sottospecie, è monotipico.

## Distribuzione e habitat
Questo gabbiano vive esclusivamente nel sud di Argentina e Cile, e sulle Isole Falkland. È accidentale sulle isole della Georgia del Sud e sulle Sandwich Australi.